# SPA 3 Cigognes
La Spa 3 est une escadrille de chasse de la Première Guerre mondiale. Elle est également une des plus anciennes unités de l'Armée de l'air française et en même temps, l'une des rares à n'avoir été dissoute qu'un très court laps de temps.
Héritier, l'Escadron de chasse 1/2 Cigognes perpétue de nos jours le souvenir des René Fonck, Guynemer, Dorme, Heurtaux, Deullin, de La Tour, Brocard, Joseph-Henri Guiguet et les traditions de cette escadrille qui naquit en 1912.

## Historique

### BL 3, les débuts
Constituée d'avril à juillet 1912 à Avord, par le capitaine Bellenger, doyen des aviateurs militaires, l'escadrille nouvellement créée, se compose des personnes suivantes :
- Capitaine Bellenger[4], commandant ; les lieutenants De Serre, Trétarre et Minsch ; l'adjudant Bégou, le maréchal des logis Durand et le caporal Revolt-Tissot et de 6[5] Blériot XI 2 d'où sa dénomination officielle de BL. 3[6].

Après un entraînement poussé et fin prête, elle participe aux grandes manœuvres du 8 au 18 septembre 1912 dans le Poitou. À l'issue de ces manœuvres la BL. 3 quitte le terrain d'Avord pour rejoindre celui de Belfort-Chaux. À cette occasion, son commandant, le capitaine Bellenger est remplacé par le lieutenant Bellemois (20 septembre 1912).
Au moment la mobilisation générale, l'escadrille est mise à la disposition de l'Armée des Vosges (général Dubail). Toujours basée à Belfort-Chaux, elle participe activement à la bataille dans le ciel alsacien.
À la fin du mois d'août, la formation quitte Belfort pour rejoindre la VIe Armée chargée de la défense de Paris, elle est détournée de sa mission initiale et intervient pendant la bataille de la Marne, prêtant main-forte à la IXe Armée (général Foch) dans la région des marais de Saint-Gond.
Le 4 septembre, rattachée à la VIe Armée (général Mounoury) la BL.3 s'envole d’Épinal (camp de Mailly) pour se rendre à Chaumont ; le lendemain le 5 septembre l'escadrille connaît sa première perte : le sous-lieutenant Trétarre est tué en service aérien commandé. Le 6 septembre, basée à Mery-sur-Seine, elle effectue des missions de reconnaissance sur le front de la VIe Armée, ainsi que des « missions spéciales ».

### MS 3, de la reconnaissance à la chasse
En mars 1915, le lieutenant Brocard est nommé à la tête de la MS. 3 en remplacement le lieutenant du Bellemois. À son arrivée à l'escadrille, le 18, il est accompagné de Jules Védrines, un as des missions spéciales. La formation, nouvellement équipée de Morane Saulnier biplace (parasol), a pris la dénomination de MS. 3.
Fort de ses nouveaux appareils et de ceux qui suivront, le lieutenant Brocard oriente résolument la MS. 3 vers le combat aérien.
Stationnée au terrain de Breuil-le-Sec, l'escadrille reçoit au mois d'avril les premiers Nieuport 10-C2 appareils biplaces destinés à remplacer progressivement les Morane.
Deux mois plus tard, le 8 juin, la MS. 3 accueille le caporal Guynemer puis le 2 juillet, le lieutenant Deullin. À la fin de l'année 1915, l'escadrille compte dix Nieuport, quatre Morane et trois  Caudron.

### N 3, de Verdun à la Somme
Début 1916, les « Bébé » Nieuport remplacent les Morane-Saulnier « Parasol » ainsi que les Nieuport 10 - C2 et 11 - CI. La nouvelle formation prend le nom de N. 3 en février.
Le 13 mars suivant, un détachement composé des éléments les plus expérimentés de la 3 (capitaine Brocard, les sous-lieutenants Guynemer, Peretti, Deullin, adjudants Houssemand, Louis Bucquet et le sergent Chainat) s'installe sur le terrain de Vadelaincourt et est aussitôt lancé dans le ciel de Verdun, où depuis l'attaque du 21 février, les pilotes allemands ont la maitrise absolue du ciel.
Les combats s'enchaînent, durs et âpresl'élite de la chasse française engagée dans cette bataille aérienne redresse la situation. Au mois d'avril, l'aviation allemande est chassée du ciel de Verdun au prix de lourdes pertes françaises : le sous-lieutenant Peretti (26 avril), le caporal Chassain (30 avril), le sous-lieutenant Foucault (16 mai), le soldat Soreau. Au sol les fantassins ont tenu, l'offensive allemande est stoppée. La bataille de la Somme se prépare.

### GC. 12, les Cigognes
À partir 8 avril 1916, le détachement engagé à Verdun, regagne Breuil-le-Sec. Le 16, la N.3 se regroupe sur le terrain de Cachy secteur de la VIe Armée (général Fayolle) où elle est renforcée par les arrivées du lieutenant de La Tour (6 juin), du lieutenant Heurtaux (21 juin) et de l'adjudant Dorme (25 juin).
Avec ses effectifs, reconstitués, elle sert de base à la formation du « Groupe de Combat de la Somme » puis Groupe de Combat 12 (G.C.12) ou « Groupe des Cigognes » composé de l'escadrille « mère » la N.3 et des escadrilles N. 26, N. 103, N. 73, les N. 37, N. 62 et N. 65 étant temporairement rattachées.
C'est à cette époque, selon les vœux de l'état-major, que le capitaine Brocard à la tête du GC.12, adopte comme emblème officiel du groupe de chasse 12 : la Cigogne. Chaque commandant d'escadrille devant adopter un graphisme différent de ce même animal.
Pour la N.3, c'est le projet réalisé par l'adjudant Borzecki, opérateur photographe, que choisit le capitaine Brocard : une cigogne aile baissée, peinte aux flancs des Nieuports XVII de l'escadrille. Outre l'emblème, les avions doivent également porter, pour faciliter leur identification, sur la partie supérieure et des deux côtés du fuselage, le numéro dont chaque pilote est titulaire (pour G. Guynemer : avion codé no 2).

### La SPA. 3, de la Somme à l'Aisne
Début juillet l'offensive sur la Somme débute, à partir du 5, les pilotes assurent des « missions d'avions d'infanterie », puis des missions de reconnaissance et de destruction. Les victoires aériennes s'enchaînent et la maîtrise des airs devient chaque jour plus grande.
Le 28 juillet l'escadrille fête sa trentième victoire officielle, qui est accompagnée le 13 septembre d'une première citation à l'ordre de l'Armée.
À partir du mois d'août 1916, les premiers Spad VII équipent l'escadrille en remplacement des Nieuport. Puis au mois de novembre le capitaine Heurtaux remplace le capitaine Brocard à la tête de la N 3. À la fin du mois, l'escadrille entièrement équipée de Spad VII, prend tout naturellement la dénomination de Spa 3.
Pour clore l'année 1916, l'escadrille est citée, le 8 décembre 1916, pour la deuxième fois à l'Ordre de l'Armée.
Début 1917, le 28 janvier, la SPA. 3 qui fait partie du GC. 12, affectée à la Xe Armée (général Duchêne) est envoyée en Lorraine. Sitôt installée à Manoncourt, ses pilotes font le vide dans le ciel nancéien bombardé même de jour par l'aviation ennemie.
Au mois de mars, la 2e bataille de l'Aisne s'annonce. Le 23, l'escadrille (GC. 12) mise à la disposition de VIe Armée (général Mangin) est stationnée sur le terrain de la Bonne Maison, près de Fismes dans la Marne. Le 16 avril ses pilotes sont engagés dans l'offensive dite « du Chemin des Dames », la plus grande offensive de la France au cours de l'année qui concentre de forts moyens : 60 divisions, 1 700 canons de 75, 2 780 pièces lourdes et plus de 1 000 avions dont 400 appareils de chasse.
Face à un ennemi résolu, qui a la maîtrise des airs et dans des conditions atmosphériques exécrables (pluie et neige fondue) : les missions d'observation, de reconnaissance et la lutte aérienne s'avérent particulièrement dures face à un ennemi fuyant. La SPA. 3 subit à nouveau des pertes cruelles au cours de ces affrontements : le sergent Papeil (15 avril), l'adjudant Sanglier (10 mai), le sous-lieutenant Dorme (25 mai), le caporal Perot disparait également en mission.
Outre les directives du GQG du 31 mars 1917, les pilotes allemand avaient également mis au point une nouvelle tactique qui occasionnera de lourdes pertes du côté des Alliés : le fameux cirque « Richthofen » qui consistait à étager d'importantes patrouilles sur trois niveaux : la première, la plus basse, servant d'appât ; la seconde au-dessus attaquant dès le contact pris et la troisième, la plus haute, exploitant l'effet de surprise pour renforcer l'attaque. Au sol l'offensive se solde par un échec, les troupes s'empêtrent dans les barbelés de l'adversaire, écrasées sous les tirs croisés d'un ennemi invisible, car bien retranché depuis le mois de mars.

### Bataille des Flandres
En juillet la bataille des Flandres débute. Le G 12 se déplace dans le nord, au terrain de Bierne ; un mois plus tard, le général Duchêne accorde à la Spa. 3, le 5 août 1917, sa troisième citation à l'ordre de l'Armée. De Bierne la formation se rend ensuite à Saint-Pol-sur-Mer. Le capitaine Guynemer assure, par intérim, le commandement de l'escadrille à partir du 28 juillet.
Sans répit, les Cigognes continuent la lutte. Les pilotes de la 3, malgré l'artillerie anti-aérienne qui endommage les avions, réussissent toujours à refouler l'aviation ennemie à l'intérieur de ses lignes. Malgré de nombreuses victoires, la bataille des Flandres s'avère meurtrière, après Heurtaux (blessé), le sergent Silberstein et le capitaine Auger sont tués. Le capitaine Georges Guynemer, à son tour, meurt « en plein Ciel de Gloire », le 11 septembre 1917, au-dessus de Poelkapelle(Belgique).
Maintenue dans les Flandres jusqu'en décembre 1917, la SPA. 3 affectée auprès de la VIe Armée (général Duchêne) rejoint le terrain de Maisonneuve (Aisne), à cette époque les Spad XIII ont remplacé les Spad VII et XII (canon).

### Du sang neuf à la SPA. 3

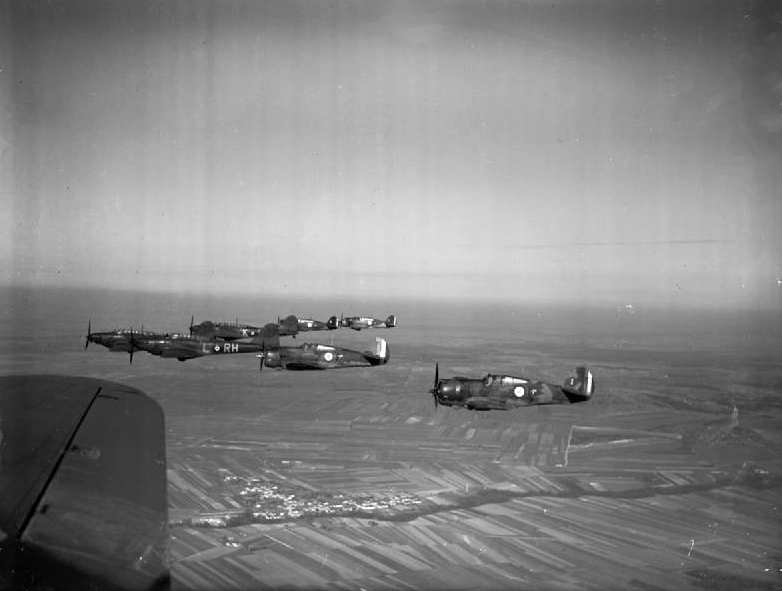
Des Fairey Battle du No. 88 Squadron de la RAF Advanced Air Striking Force, basés a Mourmelon-le-Grand, volant en formation avec des Curtiss P-36 Hawk français de la 1re escadrille du Groupe de Chasse 1/2 (GC 1/2) en février 1940.

Début 1918, les grands As qui ont fait sa réputation de « Première Escadrille de France » sont morts, blessés ou ont été mutés. La SPA. 3, désormais composée de jeunes pilotes rejoint, le 13 janvier, le terrain de Beauzé-sur-Aire dans l'Argonne où elle est rattachée à la Ier Armée (général Hirchauer) puis participe activement aux combats du printemps et de l'été 1918 (offensives allemande).
Le 7 mars suivant, le Groupe de Combat 12 s'envole pour le terrain de Lhéry dans le secteur est du front de Champagne où les Cigognes se heurtent à une chasse ennemie nombreuse et agressive.
Depuis le début de l'année, les Allemands concentrent des moyens aériens et terrestres considérables en vue de leur offensive d'Arras, à la Fère-sur-Oise (charnière franco-anglaise). Le 21 mars, l'offensive allemande est lancée ; avec le soutien de leur aviation, les troupes ennemies percent le frontPour faire face, les quatre escadrilles des Cigognes engagées dans la bataille travaillent conjointement afin d'endiguer la suprématie aérienne et l'avancée ennemie sur le front de Nesle et de Roye, tout en effectuant des missions de harcèlement contre les troupes terrestres allemandes.
Au mois d'avril, la 3 stationnée avec le GC 12 à Raray dans l'Oise, reçoit l'ordre de se rendre à Montdidier. Sitôt arrivés, ses pilotes se déroutent sur le terrain d'Hétomesnil près de Crèvecœur.
D'avril à juin, les combats s'intensifient et les pertes sont notables. Le 27 mai et le 9 juin deux nouvelles offensives allemande réussissent à percer une nouvelle fois les lignes franco-anglaise, allongeant le front sur plus de cent kilomètres ; Péronne, Montdidier, Armentières, Soisson, Château-Thierry, le Chemin des Dames, la Lys sont prises par l'ennemi, la Somme, l'Aisne sont franchies ; la Marne est atteinte, les Allemands sont à soixante kilomètres de Paris.
Au début du mois de juin, la SPA. 3 travaille sans relâche à des missions de destructions, de couverture, de harcèlement ; puis elle prend une part active à la bataille dite du « Matz » au cours de laquelle la nouvelle offensive allemande, du 9 juin, par la rive droite de l'Oise est stoppée les 12 et 13 juin suivants.
Transférée, le 17 juillet, au terrain de Trécon, dans la Marne, l'escadrille participe ensuite à la contre-offensive (bataille de Champagne), qui rejette les armées allemandes au nord de la Marne, jusque dans l'Aisne.
En septembre, le GC 12, affecté à la IVe (général Gouraud), se rend le 9 au terrain de Lisle-en-Barrois ; puis le 18 septembre, dans la Marne, sur celui de Noblette, d'où, la SPA. 3 prend une part active aux offensives victorieuses de l'Argonne - 26 septembre au 4 octobre - et aux offensives qui conduisent la IVe Armée au nord de l'Aisne à travers l'Argonne ; notamment la bataille du Chèsne du 1 au 6 novembre, puis jusqu'à la Meuse, de Sedan à Mézières.
Le 11 novembre 1918, jour de l'Armistice, l'escadrille et le groupe des Cigognes se trouvent stationnés au terrain d'Hauviné dans les Ardennes. La SPA. 3 totalise 175 victoires officielles : 171 avions et quatre drachens abattus.
Le 5 décembre suivant, les Cigognes de retour en Alsace reconquise, stationnent au terrain d'Haguenau. Une quatrième citation est décernée à l'escadrille par le général Gouraud ; le 15 décembre, à nouveau sous les ordres du commandant Brocard, les Cigognes s'envolent vers Germersheim (Allemagne).
En 1933, la SPA. 3 devient 1re escadrille du Groupe de chasse I/2 (GC. I/2). C'est sous cette appellation qu'elle participe tout d'abord à la Seconde Guerre mondiale.

## Appellations successives
- BL 3 : juillet 1912.
- MS 3 : avril 1916.
- N 3 : février 1916.
- SPA 3 : octobre 1916.

## Les commandants de l'escadrille
- Capitaine Bellenger : juillet 1912.
- Lieutenant Bellemois : 20 septembre 1912.
- Lieutenant/Capitaine Brocard : 18 mars 1915.
- Lieutenant Heurtaux : 9 novembre 1916.
- Capitaine Auger : 6 mai 1917.
- Capitaine Guynemer : 28 juillet 1917.
- Capitaine Heurtaux : 7 août 1917.
- Capitaine Georges Raymond: 3 septembre 1917.
- Lieutenant Grasset : 11 septembre 1918.
- Lieutenant Dombray : 11 octobre 1918.
- Capitaine Georges Raymond : 30 octobre 1918.

## Personnels pilotes (période 1912-1918)
Capitaines :
- Bellenger,
- de Serre,
- Minch,
- Brocard,
- Guynemer,
- Colcomb,
- Heurtaux,
- Auger,
- de Romanet
- Raymond.

Lieutenants :
- Trichard,
- de Guilbert,
- Clément,
- Minch
- Lecour,
- Grand-Maison,
- Bozon-Verduraz,
- Mouronval,
- de Serre,
- de Fontenilliat,
- Benoit,
- Grasset
- Dombray
- Albert Deullin,
- Adam,
- Dumont.

Sous-lieutenants :
- Venson,
- Rabatel,
- Trétarre,
- Peretti,
- de Moulignon,
- Foucault,
- de La Tour,
- René Dorme,
- Dutruel,
- Moulines,
- Lefèbvre,
- Albanel,
- Soulié
- Demarzé,
- Rizacher.

Adjudants :
- Faure,
- Lartigue,
- Begou,
- Genevois,
- Houssemand,
- Jules Védrines,
- Hastin,
- Sanglier,
- Lemaire,
- Guillaumot,
- Joseph-Henri Guiguet,
- Louis Bucquet,
- Chainat,
- Petit Dariel,
- Hénin,
- Marinowitch,
- Ambroise,
- Barouillet,
- Parsons,
- Legros,
- Laulhé,
- Bourgeois,
- Martin,
- Chevanne,
- Prancis,
- Genet,
- Durand,
- Thomas,
- Devienne,
- Revel,
- Tissot,
- Henin,
- Bonnard,
- Brou,
- Parent,
- Papeil,

Sergents :
- Silberstein,
- Dubonnet,
- Brière,
- Rigaud,
- Chevalier,
- Andras,
- de Marcy,
- Mourey,
- Baylies,
- Decatoire,
- Cornet,
- Clement,
- Georges,
- Deunnelin,
- Boscher,
- Chauffoux
- Papineau,
- Rousse,
- Schmitt,
- Gaillard.
- Granger,
- Faucon,
- Guilleau,
- Grivotti,
- Rabet,
- Moreau,
- Bernard,
- Bouet,
- Barbotte.

Caporaux :
- Perrot,
- Blosh,
- Revolt-Tissot,
- Chassain,
- Nautré,
- Ribardière,
- Durand,
- Judd,
- Cornet,
- Thézé,
- Marcon.

## Mécaniciens
- Commandant Brocard............Delage et Roehr,
- Guynemer..............................Guerder et Leuyes,
- Deullin....................................Gonachon
- Dorme....................................Weber,
- Heurtaux.................................Cabanné,
- Guignet..................................Barbier,
- de La Tour.............................Malaret,
- Bucquet..................................Bouchet,
- Raymond................................Coruchaut,
- Sanglier..................................Vauglier.

## Observateurs
Capitaines
- Siméon-Bruyère.

Lieutenants
- Thobie,
- De Lavalette,
- De Ruppière,
- Hugel,
- Colcomb,
- Grassal,
- De Billy,
- Duval.

Sous-lieutenants
- Sainflou,
- Jaulin,
- Pandevant,
- Robert,
- De La Fressange,
- Graff.

Adjudants
- Borzecki,
- Bertholle,
- Hatin.

## Victoires
- Capitaine Guynemer...................53,
- Sous-lieutenant Dorme...............23,
- Sous-lieutenant Marinovitch........22,
- Capitaine Heurtaux.....................21,
- Capitaine Deullin.........................20,
- Sergent Baylies...........................12,
- Lieutenant Bozon-Verduraz........11,
- Adjudant Chainat..........................9,
- Capitaine de La Tour....................9,
- Capitaine Auger............................7,
- Capitaine Raymond.......................6,
- Sous-lieutenant Risacher...............6,
- Sous-lieutenant Soulié...................5,
- Sous-Lieutenant Dubonnet............5.

- Le total des victoires ci-dessus ne constitue pas le palmarès de la Spa 3, en effet, certains pilotes mutés à la 3 au cours du conflit avaient déjà des victoires à leur actif avant de rejoindre l'escadrille.

## Leur première victoire
- Capitaine Guynemer 19/07/1915[56],
- Sous-lieutenant Dorme 09/07/1916[57],
- Sous-lieutenant Marinovitch 08/09/1917[58],
- Capitaine Heurtaux 04/05/1916[59],
- Capitaine Deullin 10/02/16[60],
- Sergent Baylies 19/02/18[61],
- Lieutenant Bozon-Verduraz 07/07/1917[62],
- Adjudant Chainat 01/03/16[63],
- Capitaine de La Tour 23/01/1916[64],
- Capitaine Auger 21/02/1915[65],
- Capitaine Raymond 25/09/1916[66],
- Sous-lieutenant Risacher[67]
- Sous-lieutenant Soulié 15/08/1916[68],
- Sous-Lieutenant Dubonnet 09/05/1918[69].

## Pertes
1914
- 5 septembre..........Lieutenant Trétarre, pilote, mort en mission aérienne au départ d'Epinal.

1915
- 19 juin...................Soldat Dinaux, mitrailleur, mort en combat aérien.

1916
- 3 février.................Lieutenant Grassal, observateur, disparu en mission,
- 3 février.................Sergent Grivotti, pilote, disparu en mission,
- ..............................Maréchal-des-logis Richard, pilote, disparu en mission,
- ..............................Soldat Pillon, mitrailleur, tué en service aérien commandé.
- 26 avril...................Sous-lieutenant Perretti, pilote, tué en combat aérien,
- 30 avril...................Caporal Chassain, pilote, disparu en mission,
- 30 avril...................Adjudant Hatin, observateur, disparu en mission,
- 16 mai....................Sous-lieutenant Foucault, piloté, tué en service aérien commandé.
- 16 mai....................Soldat Soreau, mitrailleur, tué en combat aérien,
- 17 septembre.........Soldat Beisser, mécanicien, tué pendant un bombardement.

1917
- 15 avril...................Sergent Papeil, pilote, disparu en mission,
- 10 mai....................Adjudant Sanglier, pilote disparu en mission,
- 25 mai....................Sous-lieutenant Dorme, pilote tué en combat aérien,
- 29 mai....................Caporal Perot, pilote, disparu en mission,
- 4 juin......................Soldat Koch, mécanicien, tué pendant un bombardement,
- 4 juin......................Soldat Royal, mécanicien, tué pendant un bombardement,
- 6 juillet......................Sergent Silberstein, pilote tué en service commandé,
- 28 juillet....................Capitaine Auger, pilote tué en combat aérien,
- 16 août.....................Caporal Cornet, pilote disparu en mission,
- 11 septembre...........Capitaine Guynemer, disparu en mission,
- 5 octobre..................Sergent Gaillard, pilote tué en mission aérienne commandée.

1918
- 16 mai...................Sous-lieutenant Albanel, pilote disparu en mission,
- 17 juin....................Sergent Baylies, pilote tué en combat aérien,
- 19 septembre........Sous-lieutenant Demarzé, pilote tué en mission aérienne commandée.

## Stationnements (1912 - 1918)
1912
- Juillet.............................Camp d'Arvor,
- 21 septembre.................Belfort-Chaux.

1914
- 1er août...........................Belfort-Chaux (mobilisation de l'escadrille),
- 28 août............................Epinal,
- 6 septembre....................Chaumont,
- 6 septembre....................Méry-sur-Seine,
- 11 septembre..................Plessis-Belleville,
- 13 septembre..................Châlons-sur-Marne,
- 21 septembre..................Mourmelon (camp de Châlons)
- 1er octobre.......................Mourmelon-le-Grand,
- 4 octobre.........................Châlons-sur-Marne,
- 5 octobre.........................Vauciennes (Oise),
- 2 novembre.....................Cravançon (Aisne).

1915
- 14 janvier........................Vez (Oise),
- 3 février...........................Montgobert (Aisne),
- 9 avril..............................Vauciennes (Oise),
- 16 août............................Breuil-le-Sec.

1916
- 16 avril............................Cachy,
- 31 décembre....................Chachy.

1917
- 28 janvier.......................Mannoncourt,
- 26 mars..........................Bonne Maison, près de Fismes (Marne),
- 12 juillet..........................Bierne, près de Bergues (nord),
- 15 août............................Saint-Pôl-sur-Mer (nord),
- 26 septembre...................Bierne (nord),
- 11 décembre....................Maisonneuve, près de Villers-Cotterêt (Aisne).

1918
- 13 janvier........................Beauzé-sur-Aire (Meuse),
- 7 mars.............................Lhéry (Marne),
- 24 mars...........................Mesnil-Saint-Georges (Somme),
- 28 mars...........................Raray (Oise),
- 9 avril...............................Hétomesnil (Oise),
- 6 juin................................Sacy-le-Grand (Oise).
- 8 juin................................Hétomesnil,
- 17 juillet............................Trécon (Marne),
- 25 juillet............................Herbisse (Aube),
- 29 juillet.............................Hétomesnil,
- 3 septembre.......................Quinquempoix (près de Ausainvillers),
- 9 septembre.......................Lisle-en-Barrois (Meuse),
- 18 septembre......................Noblette,
- 1er novembre........................Hauviné,
- 13 novembre.......................La Neuville-devant-Bayon,
- 5 décembre.........................Haguenau (Alsace),
- 15 décembre.......................Neustadt, près Lachen-Speyerdorf.